# Кохановский, Александр Геннадьевич
Алекса́ндр Генна́дьевич Кохано́вский (бел. Аляксандр Генадзьевіч Каханоўскі; род. 24 июля 1963, Молодечно, Минская область) — советский и белорусский историк.

## Биография
Александр Кохановский родился в г. Молодечно 24 июля 1963 года. Окончил исторический факультет БГУ (1985), аспирантуру при нем (1988). Защитил кандидатскую диссертацию «Социально-классовая структура населения Беларуси во второй половине XIX века». Доктор исторических наук (2015 г.)
С 1988 года работал научным сотрудником, старшим научным сотрудником, главным научным сотрудником, руководителем научно-исследовательской лаборатории истории Беларуси БГУ. С 1991 года — заместитель декана исторического факультета БГУ по научной работе. Одновременно с 1992 года доцент кафедры истории Беларуси БГУ. С 1999 года — заведующий кафедрой истории Беларуси нового и новейшего времени, с 2016 года — декан исторического факультета БГУ.

## Научные исследования
Исследует социальные и этнокультурные процессы в Беларуси ХІХ-XX вв. Автор учебников, справочно-информационных пособий: «История Беларуси» (1994), «История Беларуси: Учебное пособие…» (1996) и проч. Соавтор книги «Ревнитель нашей старины: Евстах Тышкевич» (Мн., 1991), написанной вместе с Геннадием Кохановским.

## Публикации
1. Дубянецкі Э. С., Касмылёў В. С., Каханоўскі А. Г. Гісторыя Беларусі. Даведачна-інфармацыйны дапаможнік. — Минск: НПЧ «Фінансы, улік, аудыт», 1995.
2. Абецадарская А. А., Брыгадзін П. І., Жылуновіч Л. А., Каханоўскі А. Г. Дапаможнік па гісторыі Беларусі для паступаючых у вышэйшыя навучальныя ўстановы. — Минск: «Экаперспектыва», 1995. (переиздания в 1996, 1997, 1998 гг.)
3. Каханоўскі А. Г., Ходзін С. М., Яноўскі А. А. Гісторыя Беларусі. Навучальны дапаможнік. — Минск: НПЧ «Фінансы, улік, аудыт», 1996. (в сааўтарстве)
4. Каханоўскі А. Г., Ходзін С. М., Яноўскі А. А. і інш. Гісторыя Беларусі. Навучальны дапаможнік. — Минск: Выдавецкі цэнтр «Экономпресс», 1997.
5. Абецадарская А. А., Брыгадзін П. І., Жылуновіч Л. А., Зялінскі П. І. , Емяльянчык У. П., Ігнаценка А. П., Казакова Т. П., Казакоў Ю. Л., Каханоўскі А. Г. [и др.] Гісторыя Беларусі. — Минск: «Экаперспектыва», 1996.
6. Яновская В. В., Емельянчик В. П., Казаков Ю. Л., Космылев В. С., Кохановский А. Г. [и др.] История Беларуси. Учебное пособие для вузов, колледжей, лицеев, гимназий и школ. — Минск: МП «Беларыт», при участии НПЖ «ФУА», 1997.
7. Каханоўскі Г. А., Каханоўскі А. Г. Руплівец нашай старасветчыны: Яўстах Тышкевіч. — Минск: Навука и тэхніка, 1992.
8. Каханоўскі А. Г., Яноўскі А. А. Гісторыя Беларусі. Навучальны дапаможнік. — Минск: ООО «ФУАінфарм», 2001.
9. Экзаменацыйныя тэсты па гісторыі / [Аўт.-склад.: А.А.Яноўскі... Каханоўскі А. Г... і інш.]. — Минск: Тэтрасістэмс, 2002.
10. Емельянчик В. П., Казаков Ю. Л., Космылев В. С., Яновский О. А., Кохановский А. Г. История Беларуси: Полный курс. — Минск: ООО «Юнипресс», 2003. (учебное пособие в переработанном и дополненном виде переиздавалось в 2004, 2005, 2006, 2007, 2008 годах).
11. Каханоўскі А. Г., Лойка П. А., Ходзіна Т. Ф. Гісторыя Беларусі: Вучэб.-трэнір. тэсты для падрыхтоўкі да тэсціравання і экзамену ў 2005 г. — Минск: Тэтрасістэмс, 2004. — 79 с.
12. Kachanouski A. Die Bauernschaft im Wandel: Von der Aufhebung der Leibeigenschaft bis zur Kollektivierung (1861—1929) // Хандбух der Geschichte Weissrusslands / hrsg. Dietrich von Beyrau und Reiner Lin de r. — Gotti ngen: Vandenhoeck & Ruprecht, 2001. S. 249—258.
13. Цяплова В. А., Каханоўскі А. Г., Грыбко І. Л. Гісторыя Беларусі XIX ст.. — Минск: БГУ, 2004.
14. Тесты по всемирной истории новейшего времени и истории Беларуси / авторы-составители Колб Е. Г., Кохановский А. Г., Прохоров А. А., Темушев С. Н. и Ходин С. Н. — Минск: Изд. центр БГУ, 2006.
15. Всемирная история: учебное пособие. В 3 ч. Ч. 3. Мир с 1918 года — начало XXI века. / [Яновский О. А...Кохановский А. Г... и др.]. — Минск: Юнипресс, 2006.
16. Кохановский А. Г., Малышава Г. С., Лукашэвіч, А. М. История Беларуси (XIX — 1917 г.). Атлас: учебное пособие для 8-го класса общеобразовательных учреждений с русским и белорусским языком. — Минск: Белкартография, 2007. — 24 с.
17. Казаков Ю. Л., Кохановский А. Г., Ладысев В. Ф., Лойко П. О., Сосно В. А., Ходина Т. Ф., Ходин С. Н., Яновская В. В., Яновский О. А. История Беларуси: полный курс: Учебное пособие. — Минск: Юнипресс, 2010.
18. Ладысеў У. Ф., Каханоўскі А. Г. Гісторыя Беларусі. ХХ — пачатак XXI ст.: вучэб.-метад. дапам. — Минск: БГУ, 2011. — 115 с.